# Balanococcus takahashii
Balanococcus takahashii är en insektsart som beskrevs av Mckenzie 1964. Balanococcus takahashii ingår i släktet Balanococcus och familjen ullsköldlöss. Inga underarter finns listade i Catalogue of Life.